# Niclas Andersén
Niclas Andersén (ur. 28 kwietnia 1988 w Grums) – szwedzki hokeista.
Jego brat Henrik (ur. 1991) także został hokeistą.

## Kariera
- Värmland 1 (2003, 2003)
- Grums IK (2003-2004)
- Leksand J20 (2004-2006)
- Leksand J18 (2005)
- Leksand (2006-2007)
- Brynäs J20 (2007)
- Brynäs IF (2007-2012)
  -  AIK (2008)
- Siewierstal Czerepowiec (2012-2014)
- Brynäs (2014-2015)
- Wilkes-Barre/Scranton Penguins (2015-2016)
- Awtomobilist Jekaterynburg (2016-2017)
- EHC Kloten (2017)
- Jokerit (2017-2019)
- Brynäs IF (2018-)

Wychowanek klubu Grums IK. Od czerwca 2012 zawodnik Siewierstali Czerepowiec, występującego w rozgrywkach KHL. Od czerwca 2014 ponownie zawodnik Brynäs. Od czerwca 2015 zawodnik Pittsburgh Penguins w lidze NHL. Mimo tego cały sezon 2015/2016 rozegrał w drużynie filialnej Wilkes-Barre/Scranton Penguins w lidze AHL. Od czerwca 2016 do końca lutego 2017 zawodnik Awtomobilistu Jekaterynburg. Od czerwca 2017 zawodnik EHC Kloten. Od listopada 2017 zawodnik Jokeritu. W kwietniu 2018 powrócił do Brynäs IF.
Uczestniczył w turnieju mistrzostw świata w 2014.

## Sukcesy
Reprezentacyjne
- Brązowy medal mistrzostw świata juniorów do lat 18: 2005
- Srebrny medal mistrzostw świata juniorów do lat 20: 2008
- Brązowy medal mistrzostw świata: 2014

Klubowe
- Złoty medal mistrzostw Szwecji: 2012 z Brynäs